# Сексуальна бестія
«Сексуальна бестія» — кримінальний трилер режисера Джонатана Ґлейзера. Стрічку вперше продемонстрували на Міжнародному кінофестивалі в Торонто.

## Сюжет
Колишній зломщик сейфів Гел, певний час відсидів за ґратами, тепер насолоджується життям з коханою Діді на віллі в Іспанії. Неподалік від них поселився поплічник Гела, Гаррі разом із подругою Джекі. Вони часто зустрічають і проводять час разом.
Гаррі та Джекі порушують спокій новиною про приїзд кримінального боса Дона Логана. Дон прибув за дорученням Тедди Басса, який задумав пограбування. Гел має взяти участь у цій справі, але він відмовляється. Дон починає тиснути на нього, нагнітаючи конфлікт. Боротьбу між ними закінчує Діді, яка вистрілює в Логана. Тіло ховають на дні басейну. Щоб відвести від себе підозру Гел їде в Лондон, де бере участь у пограбуванні. Операція закінчується успіхом.
На вечірці Тедді помічає, що Гел поспішає покинути захід. Басс пропонує відвести його в аеропорт. По дорозі вони заїжджають до власника пограбованого банку та бос вбиває його. Тедді постійно робив спроби дізнатися у Гела справжню причину зникнення Дона, але потім зізнається, що йому нецікава доля Логана. Гел повертається на віллу та продовжує насолоджуватись життям з Діді.

## У ролях
| Актор         | Роль       |
| ------------- | ---------- |
| Рей Вінстон   | Гел        |
| Бен Кінгслі   | Дон Логан  |
| Іян Макшейн   | Тедді Басс |
| Аманда Редмен | Діді       |
| Джеймс Фокс   | Гаррі      |
| Каван Кендолл | Айч        |
| Джуліанн Вайт | Джекі      |
| Альваро Монже | Енріке     |

## Створення фільму

### Виробництво
Зйомки фільму проходили в Іспанії та Великій Британії.

### Знімальна група
- Кінорежисер — Джонатан Ґлейзер
- Сценаристи — Луїс Мелліс, Девід Сінто
- Кінопродюсер — Джеремі Томас
- Композитор — Роке Баньйос
- Кінооператор — Іван Берд
- Кіномонтаж —Джон Скотт, Сем Снід
- Художник-декоратор — Джейн Кук
- Художник по костюмах — Ян Стєрнсверд
- Підбір акторів — Люсі Боултінг[4].

## Сприйняття

### Критика
Фільм отримав схвальні відгуки. На сайті Rotten Tomatoes оцінка стрічки становить 86 % на основі 129 відгуків від критиків (середня оцінка 7,2/10) і 84 % від глядачів із середньою оцінкою 3,7/5 (38 509 голосів). Фільму зарахований «свіжий помідор» від кінокритиків та «попкорн» від глядачів, Internet Movie Database — 7,3/10 (47 828 голосів), Metacritic — 70/100 (30 відгуків критиків) і 7,2/10 (70 відгуків від глядачів).

### Номінації та нагороди
| Нагороди та номінації фільму «Сексуальна бестія» | Нагороди та номінації фільму «Сексуальна бестія» | Нагороди та номінації фільму «Сексуальна бестія» | Нагороди та номінації фільму «Сексуальна бестія» | Нагороди та номінації фільму «Сексуальна бестія» | Нагороди та номінації фільму «Сексуальна бестія» |
| Рік                                              | Кінофестиваль/кінопремія                         | Категорія/нагорода                               | Номінант                                         | Результат                                        |                                                  |
| ------------------------------------------------ | ------------------------------------------------ | ------------------------------------------------ | ------------------------------------------------ | ------------------------------------------------ | ------------------------------------------------ |
| 2001                                             | БАФТА                                            | Найкращий британський фільм                      | Джеремі Томас, Джонатан Ґлейзер                  | Номінація                                        |                                                  |
| 2001                                             | Спілка кінокритиків Бостона                      | Найкраща чоловіча роль другого плану             | Бен Кінгслі                                      | Перемога                                         |                                                  |
| 2001                                             | Премія британського незалежного кіно             | Найкращий британський незалежний фільм           | «Сексуальна бестія»                              | Перемога                                         |                                                  |
| 2001                                             | Премія британського незалежного кіно             | Найкращий актор                                  | Бен Кінгслі                                      | Перемога                                         |                                                  |
| 2001                                             | Премія британського незалежного кіно             | Найкращий режисер                                | Джонатан Ґлейзер                                 | Перемога                                         |                                                  |
| 2001                                             | Премія британського незалежного кіно             | Найкращий сценарій                               | Луїс Мелліс, Девід Сінто                         | Перемога                                         |                                                  |
| 2001                                             | Премія британського незалежного кіно             | Найкращий актор                                  | Рей Вінстон                                      | Номінація                                        |                                                  |
| 2001                                             | Європейський кіноприз                            | Найкращий актор                                  | Бен Кінгслі                                      | Перемога                                         |                                                  |
| 2001                                             | Асоціація кінокритиків Лос-Анджелеса             | Найкращий актор другого плану                    | Бен Кінгслі                                      | Номінація                                        |                                                  |
| 2001                                             | Національна рада кінокритиків США                | Особлива згадка                                  | «Сексуальна бестія»                              | Перемога                                         |                                                  |
| 2001                                             | Спільнота кінокритиків Нью-Йорка                 | Найкращий актор другого плану                    | Бен Кінгслі                                      | Номінація                                        |                                                  |
| 2001                                             | Спільнота кінокритиків Нью-Йорка                 | Найкращий режисерський дебют                     | Джонатан Ґлейзер                                 | Номінація                                        |                                                  |
| 2001                                             | Спільнота кінокритиків Сан-Дієго                 | Найкращий актор другого плану                    | Бен Кінгслі                                      | Перемога                                         |                                                  |
| 2001                                             | Асоціація кінокритиків Торонто                   | Найкращий актор другого плану                    | Бен Кінгслі                                      | Перемога                                         |                                                  |
| 2001                                             | Асоціація кінокритиків Торонто                   | Найкращий режисерський дебют                     | Джонатан Ґлейзер                                 | Перемога                                         |                                                  |
| 2002                                             | «Оскар»                                          | Найкраща чоловіча роль другого плану             | Бен Кінгслі                                      | Номінація                                        |                                                  |
| 2002                                             | «Золотий глобус»                                 | Найкраща чоловіча роль другого плану             | Бен Кінгслі                                      | Номінація                                        |                                                  |
| 2002                                             | Премія Гільдії кіноакторів                       | Найкраща чоловіча роль другого плану             | Бен Кінгслі                                      | Номінація                                        |                                                  |
| 2002                                             | «Вибір критиків»                                 | Найкраща чоловіча роль другого плану             | Бен Кінгслі                                      | Перемога                                         |                                                  |
| 2002                                             | Асоціація кінокритиків Чикаго                    | Найкращий актор другого плану                    | Бен Кінгслі                                      | Номінація                                        |                                                  |
| 2002                                             | «Незалежний дух»                                 | Найкращий іноземний фільм                        | Джонатан Ґлейзер                                 | Номінація                                        |                                                  |
| 2002                                             | Спільнота кінокритиків Флориди                   | Найкращий актор другого плану                    | Бен Кінгслі                                      | Перемога                                         |                                                  |
| 2002                                             | «Золотий трейлер»                                | Найкращий закадровий голос                       | «Сексуальна бестія»                              | Номінація                                        |                                                  |
| 2002                                             | Національна спілка кінокритиків США              | Найкращий актор другого плану                    | Бен Кінгслі                                      | Номінація                                        |                                                  |
| 2002                                             | Асоціація онлайн-фільмів і телебачення           | Найкращий актор другого плану                    | Бен Кінгслі                                      | Перемога                                         |                                                  |
| 2002                                             | «Супутник»                                       | Найкращий актор другого плану (драма)            | Бен Кінгслі                                      | Перемога                                         |                                                  |
| 2002                                             | «Супутник»                                       | Найкращий фільм (драма)                          | «Сексуальна бестія»                              | Номінація                                        |                                                  |
| 2002                                             | «Супутник»                                       | Найкращий режисер                                | Джонатан Ґлейзер                                 | Номінація                                        |                                                  |
| 2002                                             | «Супутник»                                       | Найкращий оригінальний сценарій                  | Луїс Мелліс, Девід Сінто                         | Номінація                                        |                                                  |